# 上帝古廟

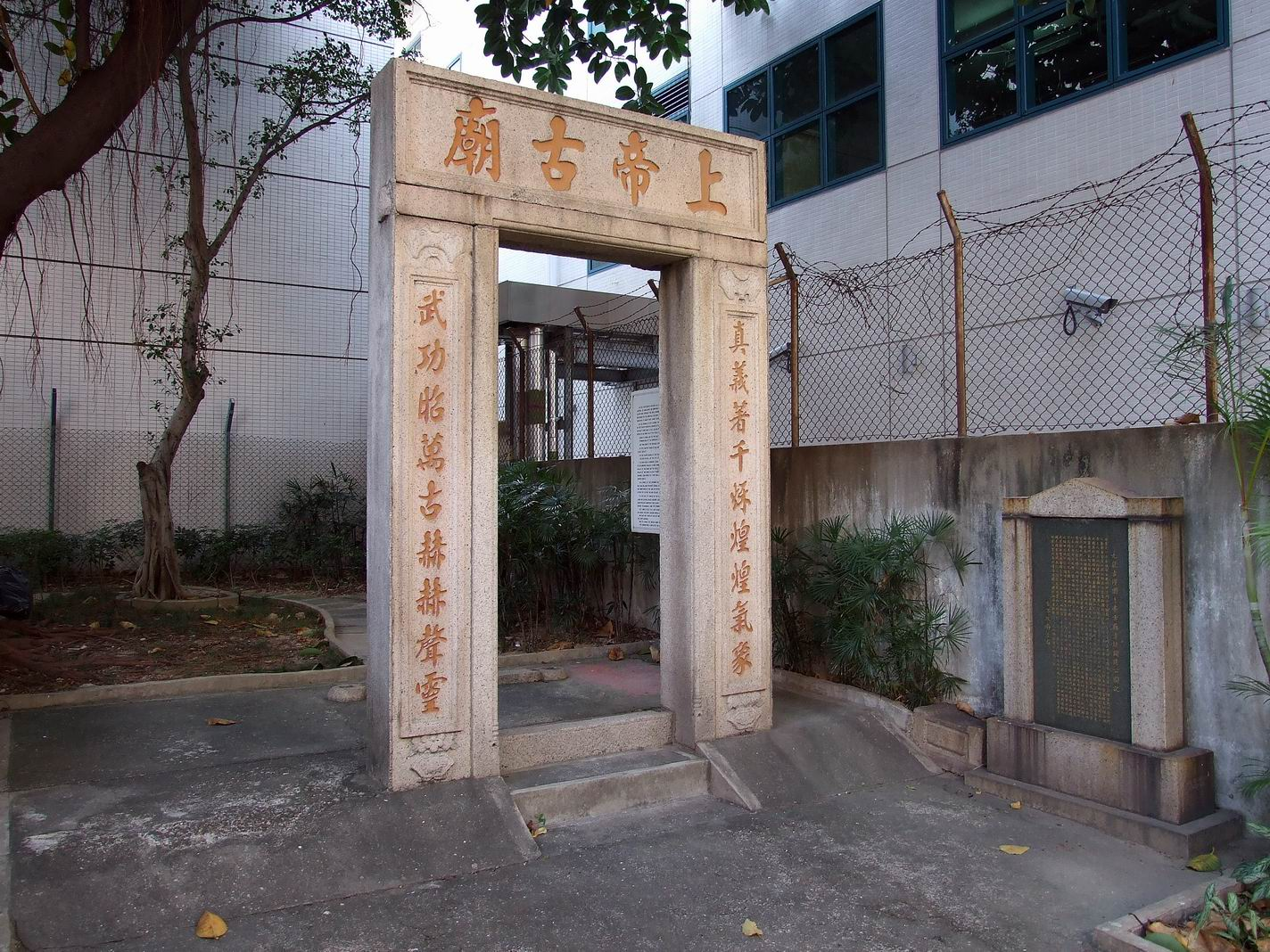
上帝古廟石門

上帝古廟遺址位於香港九龍露明道公園裡，原建於歷史悠久的馬頭圍（舊稱：古瑾圍）旁。現僅存石門對聯：「真義著千秋，煌煌氣象；武功超萬古，赫赫聲靈。」及一塊香港政府邀饒宗頤在1962年9月1日（星期六）豎立的紀念碑文。

## 歷史
根據記載，廟內原刻有「光緒廿二年丙申（1896年）仲冬吉旦重修古瑾圍信士捐銀」字樣的石碑，可惜這塊石碑如廟內其它設置一樣已不復見。本廟奉祀北帝，因又稱「北極玄天上帝」，簡稱：「上帝」。

## 外部連結
- 九龍城「上帝古廟」原址考證 （页面存档备份，存于）